# سالم الميلادي
سالم الميلادي ولد في 7 يوليو 1954 في صفاقس، هو اقتصادي وسياسي تونسي.

## السيرة الذاتية

### الدراسات
زاول سالم الميلادي تعليمه العالي في جامعة تونس، أين تحصل على الإجازة في العلوم الاقتصادية في 1978، ثم تحصل على شهادة دراسات معمقة في التخطيط والاقتصاد العام والتهيئة العمرانية في 1980 من جامعة باريس 1 - بانتيون سوربون، وأخيرا على دكتوراه في العلوم الاقتصادية في 1982.

### المسار المهني والسياسي
بدأ مساره المهني كأستاذ جامعي في كلية العلوم الاقتصادية والتصرف بتونس والأكاديمية العسكرية بفندق الجديد والمدرسة الوطنية للإدارة والجامعة العربية للعلوم.

بدأ عمله في وزارة التخطيط بين 1978 و1992 كمدير تخطيط الخدمات. في 1992، أصبح مدير عام للتخطيط والدراسات في وزارة النقل، وتقلدها من جديد في 2004. في 2003، أصبح مسؤولا على إدارتين عامتين مختلفتين في كل من وزارة النقل ووزارة تكنولوجيات الاتصال. تحمل أيضا مهمة مستشار لدى الحكومة الموريتانية للإصلاحات السياسية، ومختص لدى المفوضية الأوروبية مكلف بالأبحاث حول النقل.

بعد الثورة التونسية، عين في 1 يوليو 2011 في منصب وزير النقل في حكومة الباجي قائد السبسي، وبقي على رأس الوزارة حتى 24 ديسمبر من نفس السنة.

بين أبريل 2011 و2014، شغل سالم الميلادي منصب مدير عام المعهد التونسي للقدرة التنافسية والدراسات الكمية الذي تشرف عليه وزارة التنمية والاستثمار والتعاون الدولي.